# Elijah Pitts
Elijah Pitts (3 de fevereiro de 1938 - 10 de julho de 1998) foi um jogador profissional de futebol americano estadunidense.

## Carreira
Elijah Pitts foi campeão do Super Bowl I jogando pelo Green Bay Packers.